# THE刑事
『THE刑事☆究極の刑事ドラマ・テーマ集』（ザ・デカ）は、avex-CLASSICSから発売されているアルバムである。演奏はシエナ・ウインド・オーケストラ、指揮は竹本泰蔵。発売日は2009年11月25日。

## 概要
人気の刑事ドラマや犯罪アクションものの音楽を吹奏楽にアレンジしたアルバム。原曲を忠実に編曲しており、吹奏楽では普段使わないシンセサイザーなども利用されており、エレキギターソロなどもある。
刑事ドラマをテーマとしたCDということもあり、ジャケットは『Gメン'75』の丹波哲郎のスチル写真を使用。さらに、解説は前置きが「事件発生!」、楽曲解説が「犯人取り調べ」と表現されている。
収録されている楽曲の楽譜はウィンズスコアから出版されているが、『刑事コロンボ』だけは出版されていない。
このアルバムに収録されている楽曲は2010年5月2日に「題名のない音楽会」（一部系列局除くテレビ朝日系列およびフジテレビ系列局の福井テレビ）で演奏された。演奏はCDと同じシエナ・ウインド・オーケストラ、指揮は佐渡裕が務め、特別ゲストに柳沢慎吾が登場した。

## 収録曲
1. ルパン三世'80 - 作曲：大野雄二 編曲：金山 徹
2. スパイ大作戦 - 作曲：ラロ・シフリン 編曲：三浦秀秋
3. 鬼警部アイアンサイド - 作曲：クインシー・ジョーンズ 編曲：木原 塁
4. 刑事コロンボ[ミステリー・ムービーのテーマ] - 作曲：ヘンリー・マンシーニ 編曲：三浦秀秋
5. 古畑任三郎 - 作曲：本間勇輔 編曲：木原 塁
6. 踊る大捜査線 - 作曲：松本晃彦 編曲：三浦秀秋
Rhythm And Police - 危機一髪 - March of C.X.
7. 相棒 - 作曲：池 頼広 編曲：福田洋介
8. はぐれ刑事純情派 - 作曲：甲斐正人 編曲：金山 徹
9. 西部警察 - 作曲：宇都宮安重 編曲：福田洋介
10. 西部警察 PART II - 作曲：羽田健太郎 編曲：木原 塁
11. 大都会 PART II - 作曲：杉本真人 編曲：金山 徹
12. 大都会 PART III - 作曲：荒川達彦 編曲：金山 徹
13. 太陽にほえろ! - 作曲：大野克夫 編曲：金山 徹
  1. テーマ
  2. 追跡
  3. 危機
  4. 衝撃
  5. 青春
  6. 愛
14. Gメン★75 - 作曲：菊池俊輔 編曲：福田洋介
15. 必殺! - 作曲：平尾昌晃 編曲：木原 塁
16. 大江戸捜査網 - 作曲：玉木宏樹 編曲：福田洋介